# Estádio Flamarion Vasconcelos
Das Estádio Flamarion Vasconcelos ist ein Fußballstadion in der brasilianischen Stadt Boa Vista, Hauptstadt des Bundesstaates Roraima. Der Journalist Laucides de Oliveira, war derjenige, der dem Stadion den Spitznamen Canarinho gab, um an das Trikot der brasilianischen Fußballnationalmannschaft zu erinnern, wobei das Stadtviertel genauso heißt.

## Geschichte
Ab 1964, als das Militär an der Macht war, nahmen die Investitionen in den Sport eine neue Dimension an. Brasilien sollte der Welt als ein entwickeltes, modernes, national integriertes Land erscheinen. Ein Spiegelbild dieser Politik war im Fußball die Schaffung der Nationalen Meisterschaft, die 1971 ins Leben gerufen wurde, sowie der Bau von Stadien. Um sich ein Bild von diesen Investitionen zu machen: Bis 1972 wurden in Brasilien bereits mehr als 30 Fußballstadien eingeweiht, die meisten davon im Nordosten.
Das Canarinho wurde 1975 fertiggestellt, kann aber auch vor diesem Hintergrund gesehen werden. Das Canarinho wurde mit Zement gebaut, der in Venezuela gekauft wurde. Der Bau wurde von einer lokalen Firma durchgeführt, welche die Arbeiten übernahm, nachdem es zu einem Brand in den Baustoffschuppen der eigentlichen Firma aus São Paulo gekommen war, die auf der Baustelle arbeitete.
Zum Zeitpunkt der Einweihung hieß das Stadion noch Ginásio Esportivo Educacional de Boa Vista und später Estádio 13 de Setembro. Per staatlichem Dekret erfolgte 1998 die Umbenennung zu Ehren des Journalisten Flamarion Vasconcelos, des bedeutendsten Sportreporters in der Geschichte von Roraima. Zur Einweihung traten der Baré EC und Atlético Roraima gegeneinander an. Nachdem die Einweihungsfeier länger gedauert hatte als erwartet, wurde die Spielzeit verkürzt. Jede Halbzeit betrug nur 25 Minuten. Das Treffen konnte Baré mit 2:0 für sich entscheiden.
1978, bei einer Partie zwischen dem São Raimundo EC und Rio Branco EC wurde mit 9.980 Zuschauern die bislang höchste Gästezahl erreicht. In dem Jahr wurde auch die erste Stadionbeleuchtung installiert.
In den 1990er Jahren war der Eintritt kostenpflichtig, so dass nur wenige Zuschauer zu den Spielen kamen. Ein Spiel am 22. Juni 1996 zwischen dem Atlético Rio Negro Clube und Atlético Progresso Clube zog ein Publikum von genau einem zahlenden Zuschauer an. Der Bundesbeamte Abraão Pereira de Souza sorgte für ein Einkommen von fünf Real. Jeder Klub bekam einen Real ausgezahlt.
Eine Planung aus dem Jahr 2010 sah eine Kapazitätserweiterung auf 22.500 Plätze vor, welches 10 % der Bevölkerung von Boa Vista entsprochen hätte. Die Kosten hierfür hätten 257 Millionen Real betragen. Durch Intervention des Bundesanwalts Rodrigo Golivio Pereira, wurde das Projekt gestoppt. Stattdessen wurde nach erneuter Planung eine Erweiterung von 8.000 auf 10.000 Plätze vorgenommen werden. Das Stadion wurde 2012 geschlossen, nachdem mit Renovierungsarbeiten begonnen worden war. Das Canarinho sollte als Trainingszentrum für die Fußball-Weltmeisterschaft 2014 dienen. Für die Arbeiten wurde ein Budget von 100 Millionen Real veranschlagt. Die Arbeiten wurden nicht rechtzeitig abgeschlossen und erst 2020 abgeschlossen.
Am 13. Februar 2020 fand die Wiedereröffnung mit einem Fußballspiel zwischen dem São Raimundo EC und dem Cruzeiro EC statt. Die Klubs trafen in der ersten Runde des Copa do Brasil 2020, dem nationalem Pokalturnier aufeinander und trennten sich 2:2. Nach dem Spiel wurde das Canarinho erneut für drei Monate für Arbeiten geschlossen.
Im Zuge der COVID-19-Pandemie 2020 wurde Canarinho als Feldlazarett genutzt, um die begrenzten Kapazitäten des örtlichen Krankenhauses aufzufangen. Im Juli 2020 erhielt es seine Überdachung der Tribüne.
Der große Parkplatz vor dem Canarinho wird für diverse Veranstaltungen genutzt.